# وانگ شیائوژو
وانگ شیائوژو (انگلیسی: Wang Xiaozhu؛ زادهٔ ۱۵ مهٔ ۱۹۷۳) ورزشکار تیراندازی با کمان اهل چین است.
وی در مسابقات کشوری و بین‌المللی در مجموع برندهٔ ۱ مدال طلا، ۲ مدال نقره شده‌است.